# Stanisław Zamorski
Stanisław Zamorski (ur. 30 listopada 1895 w Budzanowie, zm. 7 marca 1971 w Warszawie) – Polak, członek AK, Sprawiedliwy wśród Narodów Świata.

## Życiorys
Od początku okupacji niemieckiej Stanisław Zamorski mieszkał we wsi Kopaniny w okolicach Jasła razem z rodziną, ukrywając się przed Gestapo. Utrzymywał się z handlu i pracy jako robotnik rolny. Był kwatermistrzem oddziału Armii Krajowej. W sierpniu 1944 r. podczas grzybobrania znalazł nieprzytomną Renę Weidler, która po ucieczce z getta w Stanisławowie (dzisiejszy Iwano-Frankiwsk) ukrywała się w różnych miejscowościach, przez 2 miesiące wędrowała po Karpatach i dołączyła do ukrywających się w lesie przylegającym do Kopaniny grupy Żydów, z którymi rozstała się, gdy ci skierowali się do wsi Osobnica. Zamorski posilił i pod osłoną nocy bezpiecznie ukrył Weidler w rodzinnym domu. Zorganizował dla niej fałszywe dokumenty na nazwisko Irena Ostrowska i utrzymywał, że jest ona jego kuzynką. Razem z Anastazją Zamorską ukrywał Weidler (po wojnie nazwisko po mężu Kreinik, inna pisownia Krainik, Krajnik) przez pół roku, do stycznia 1945 r. Po nadejściu Armii Czerwonej Zamorski odwiózł Weidler do Rzeszowa, skąd kobieta wyjechała do Katowic, potem do Niemiec i stamtąd do Toronto (Kanada). Ponowny kontakt między Zamorskim a uratowaną został nawiązany w 1945 r. za pośrednictwem Henryka Birencwaiga i utrzymywał się do 1948 r. Rena Weidler (Kreinik) przeżyła ok. 95 lat i do śmierci mieszkała w Toronto.
Pochowany na cmentarzu Bródnowskim w Warszawie (kwatera 6L-4-7).
Stanisław Zamorski został uznany za Sprawiedliwego wśród Narodów Świata 11 listopada 2019 r. Razem z nim uhonorowano tym samym odznaczeniem Anastazję Zamorską.